# 向山駅

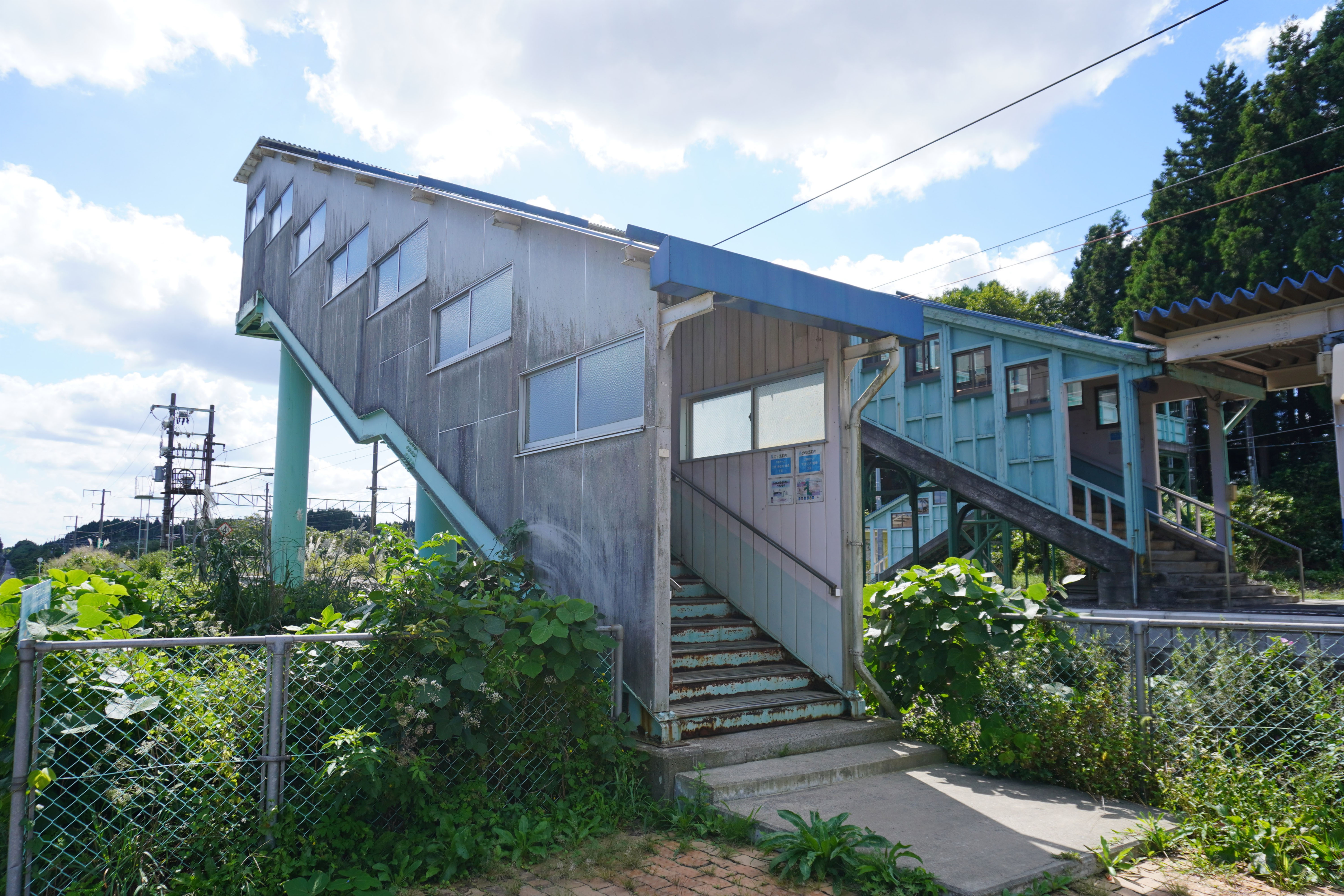
東側出入口（2023年9月）

向山駅（むかいやまえき）は、青森県上北郡おいらせ町向山にある、青い森鉄道青い森鉄道線の駅。

## 歴史

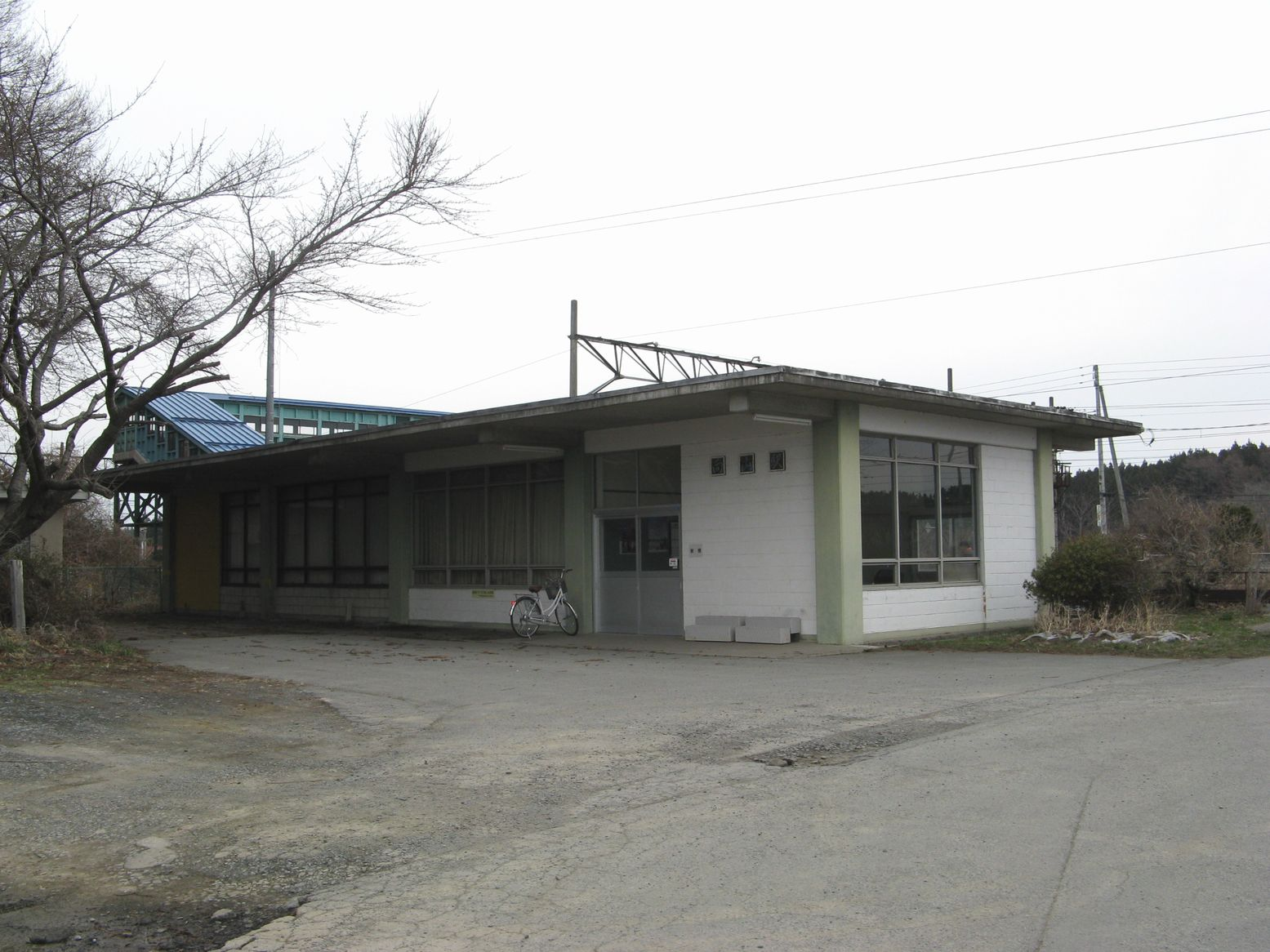
リニューアル前の駅舎（2008年7月）

- 1922年（大正11年）8月15日：鉄道省の木ノ下信号場（きのしたしんごうじょう）として開設[1]。
- 1936年（昭和11年）7月10日：駅に昇格（旅客扱い開始）[1]。同時に向山駅と改称[1]。
- 1962年（昭和37年）5月16日：貨物扱い開始[1]。
- 1976年（昭和51年）9月1日：貨物扱い廃止[1]。
駅西側にあったフジ製糖青森工場まで専用線が伸びており、砂糖などの出荷製品や石油などの貨物輸送を行っていた。しかし、1967年（昭和42年）3月に工場が閉鎖されて以降は専用線は休止状態になっていた。
- 1980年（昭和55年）5月1日：駅員無配置駅となる[2]（簡易委託化）。荷物扱い廃止[1]。
- 1987年（昭和62年）4月1日：国鉄分割民営化により、JR東日本の駅となる[1]。
- 1992年（平成4年）：簡易委託解除。完全無人化。
- 2010年（平成22年）12月4日：東北新幹線全線開業に伴い、青い森鉄道に移管。
- 2011年（平成23年）：向山駅のそれまで使用されていなかった部屋を「向山駅ミニミュージアム」に改装。土日祝[注 1]のみの公開。なお、『向山駅ミニミュージアム』非公開日に、当駅の駅スタンプを利用する場合、下田駅まで行かなければならない。

## 駅構造
島式ホーム1面2線を有する地上駅である。駅舎とホームは跨線橋で連絡している。
三沢駅管理の無人駅。駅舎は西口側にあり、待合室部分が開放されている。駅事務室は長らく使われていなかったが、2011年（平成23年）に地域の有志によって「向山駅ミニミュージアム」が開設され、国鉄時代の備品が多数展示されている。なお、東口側は跨線橋から繋がっているだけで、待合室はない。

### のりば
| 番線 | 路線          | 方向 | 行先           |
| ---- | ------------- | ---- | -------------- |
| 1    | ■青い森鉄道線 | 下り | 青森方面       |
| 2    | ■青い森鉄道線 | 上り | 八戸・目時方面 |

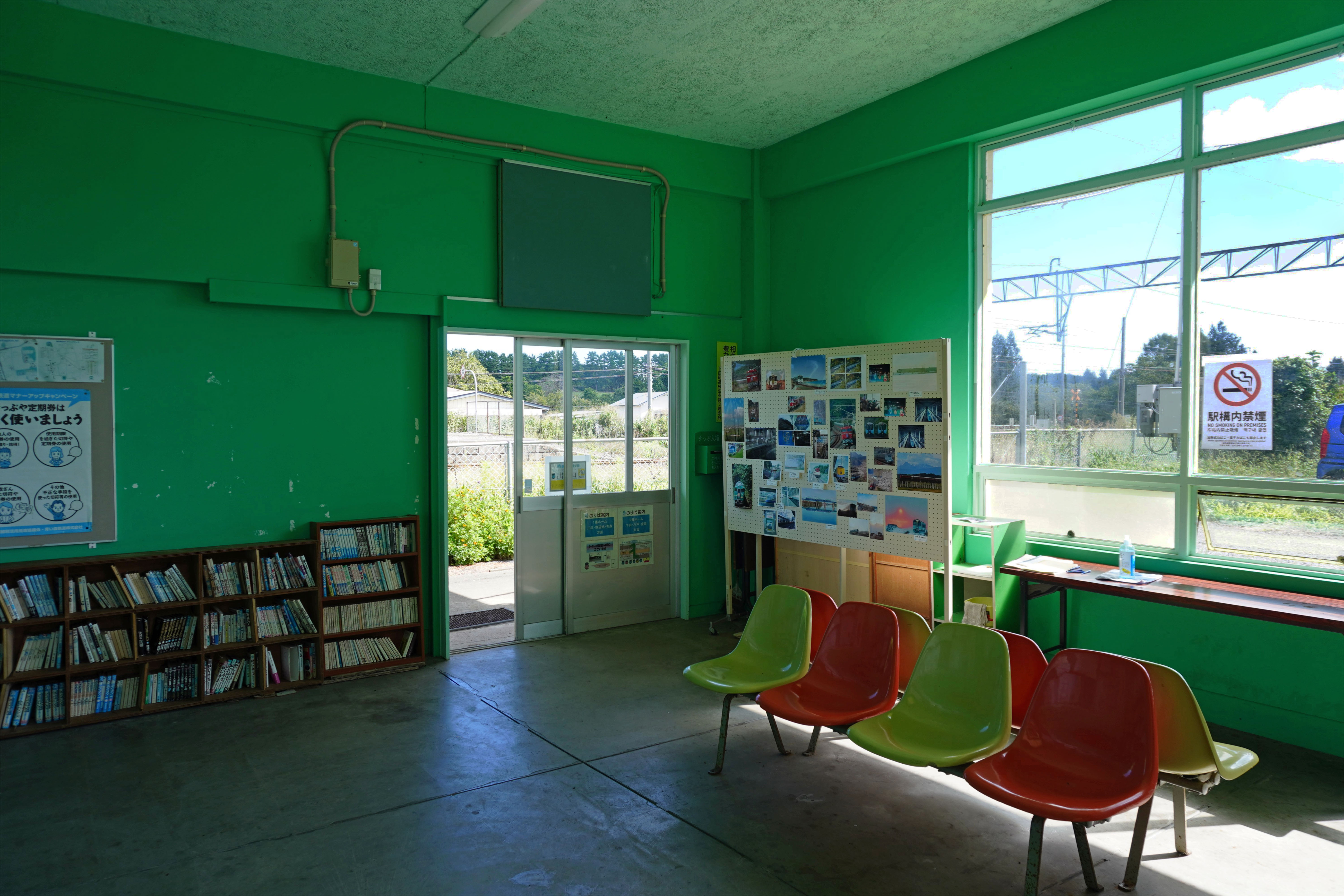
駅舎内（2023年9月）
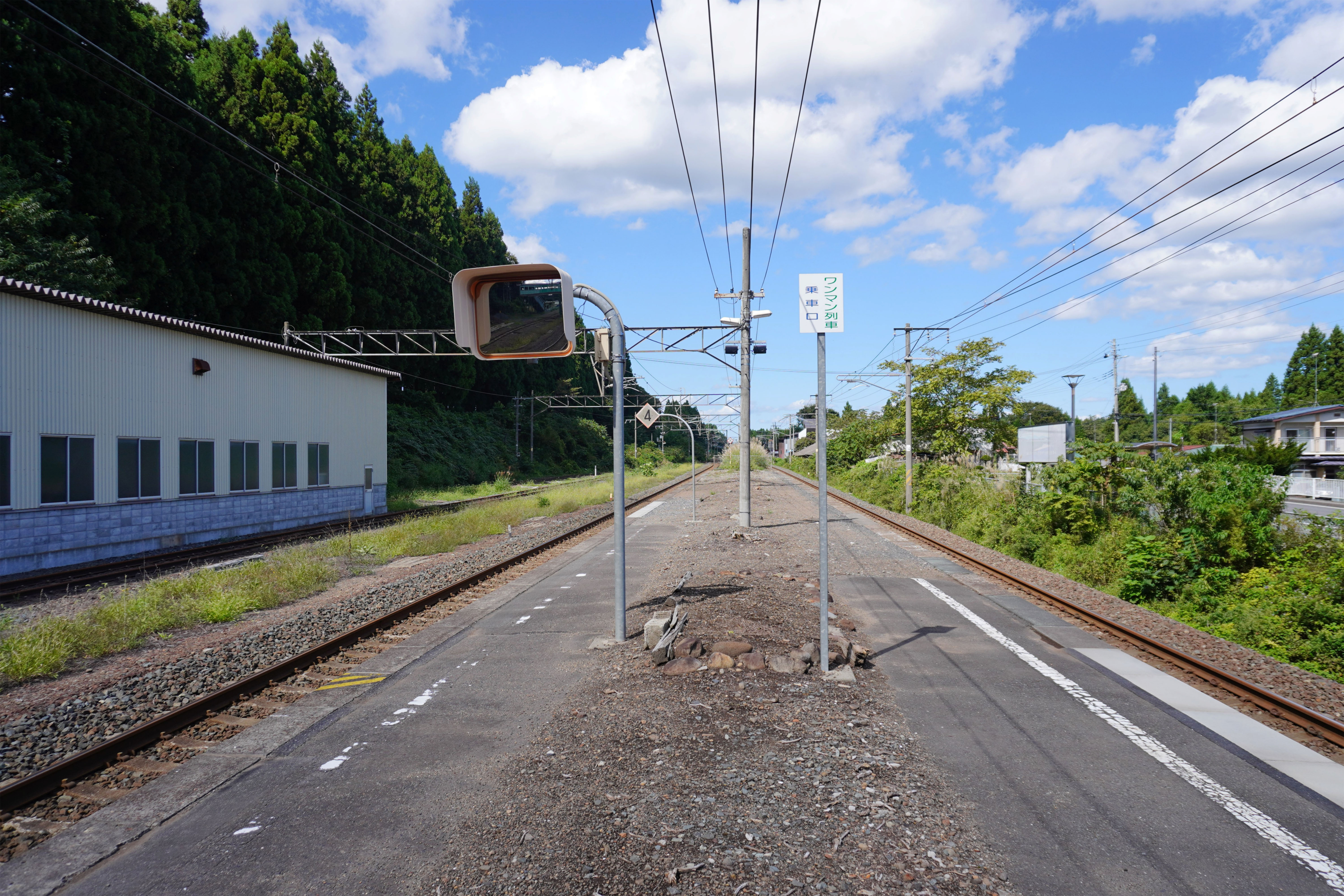
ホーム（2023年9月）

## 利用状況
| 1日乗降人員推移 | 1日乗降人員推移 |
| 年度            | 1日平均人数     |
| --------------- | --------------- |
| 2011年          | 35              |
| 2012年          | 41              |
| 2013年          | 42              |
| 2014年          | 32              |
| 2015年          | 47              |
| 2016年          | 44              |
| 2017年          | 54              |
| 2018年          | 68              |

## 駅周辺
- 青森県道171号向山停車場六戸線
- カワヨグリーン牧場
- 氣比神社
- 観光農園 アグリの里おいらせ

## バス路線
- おいらせ町民バス（西口から発車）
  - 北回り線

## その他
- テレビ東京『所さんの学校では教えてくれないそこんトコロ!』・「開かずの扉を開けたら スゴいモノが出てきたぞSP」（2015年4月24日放送）で、「無人化後に事務室に放置された金庫を開けて欲しい」という依頼が放送された[8]。

## 隣の駅
青い森鉄道
■青い森鉄道線
□快速「しもきた」
通過
■普通
下田駅 - 向山駅 - 三沢駅